# Semiothisa insistaria
Semiothisa insistaria là một loài bướm đêm trong họ Geometridae.